# Miraconcha
Miraconcha (en euskera: «Mirakontxa») es un barrio residencial de lujo de la ciudad española de San Sebastián, situado frente a la bahía de La Concha. 

## Historia

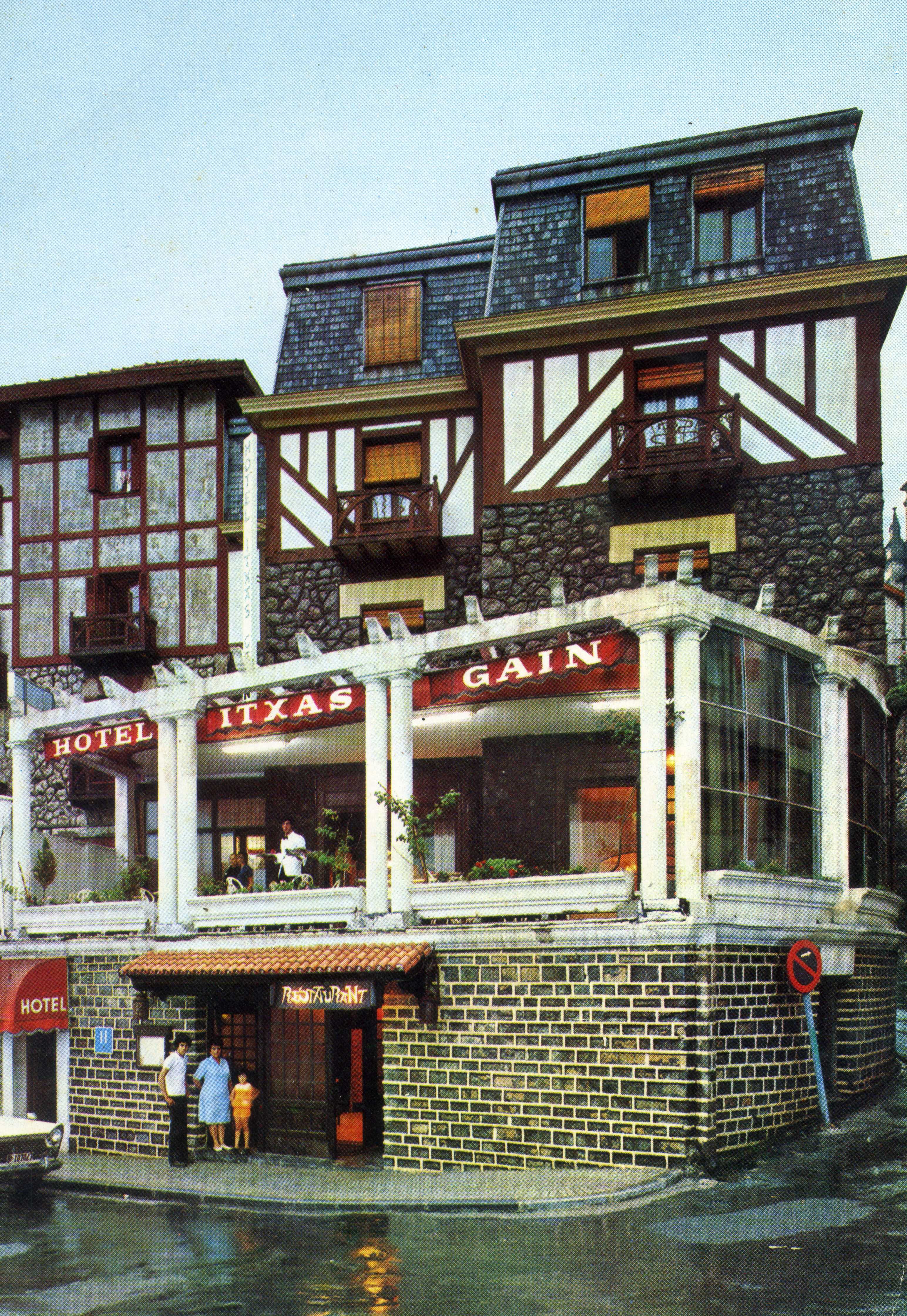
En el bajo del Hotel Itxas Gain se puso el Master Pub

Surgió paralelo a la construcción del palacio de Miramar por la Casa Real española. Aparece descrito en Las calles de San Sebastián (1916) de Serapio Múgica Zufiria con las siguientes palabras:

Mira Concha (Barrio).—A instancia del Concejal don Alfredo Laffitte, se acordó en sesión de 14 de Septiembre de 1888 que el «Barrio de Mira Concha», se llamase Alto y Bajo, y se colocasen placas con estas denominaciones, a fin de evitar molestias a sus moradores por haber algunos números duplicados y no ser facil el variar la numeración de todas las casas del bario. Esta porción de territorio, formaba parte del «Barrio de Lugariz», y sin duda se le impuso el nombre que lleva, porque desde allí se divisa mejor que de ninguna otra parte, la famosa Concha de San Sebastián.
(Múgica Zufiria, 1916, p. 75)

En este barrio fijaron su residencia de verano personajes como José Canalejas, presidente del Gobierno entre 1910 y 1912 y cuya residencia aún se conserva en el número 24. En las décadas de 1970 y 1980 hubo varios edificios que se convirtieron en pubs y discotecas y fueron el centro de ocio de las noches donostiarras durante años. Entre los locales más famosos se encontraban el pub Master (uno de los primeros pubs de San Sebastián situado en la esquina de Miraconcha en su entrada al paseo de La Fe, nombre que se debe a una fábrica de cal con dicho nombre que existía antiguamente en la vaguada, aprovechando una regata que hoy discurre enterrada), Master, Valentino, Wali-Jai, Cristal, Orient Expres... En esta época surgió la denominación de Cuesta del culo para designar al tramo del paseo donde se concentraban estos establecimientos hosteleros, varios de ellos de ambiente homosexual. Aunque los locales de ocio han cerrado en su gran mayoría, ese tramo continúa siendo llamado así popularmente.